# Huh Su-kyung
Huh Su-kyung oder Ho Su-gyeong (* 1964 in Jinju, Kyŏngsangnam-do; † 3. Oktober 2018 in Deutschland) war eine südkoreanische Dichterin, Schriftstellerin und Archäologin.

## Leben
Huh Su-kyung studierte ab 1987 koreanische Sprache und Literatur an der Gyeongsang National University. Im selben Jahr debütierte sie bei der Literaturzeitschrift "Literatur für die Praxis" (Silch'ŏn munhak) als Lyrikerin mit Gedichten, u. a. Heiße Sonnenstrahlen. An Gedichtbänden veröffentlichte Huh Su-kyung Wo gibt es bessern Dünger als Traurigkeit, Das ferne Haus, wohin ich alleine geh, Obwohl meine Seele alt ist.
Es folgten der Prosaband Das Chinarestaurant in der Gasse und der Roman Sandstadt. 2001 erhielt sie den Tongsŏ-Literaturpreis.
1992 zog sie nach Deutschland und begann dort Vorderasiatische Altertumskunde und Altorientalische Philologie zu studieren. Sie schrieb weiterhin Gedichte und Erzählungen. Insgesamt erschienen zu Lebzeiten sechs Bände mit Gedichten von ihr.
2003 heiratete sie den Archäologen Reinhard Dittmann. Sie starb im Oktober 2018 im Alter von 54 Jahren an den Folgen eines Magenkarzinoms.

## Schriften

### Koreanisch
- 슬픔만한 거름이 어디 있으랴 Wo gibt es bessern Dünger als Traurigkeit. Seoul: Silch'ŏn munhak 1988
- 혼자 가는 먼 집 Das ferne Haus, wohin ich alleine geh. Seoul: Munhak-kwa chisŏngsa 1992
- 내 영혼은 오래되었으나 Obwohl meine Seele alt ist. Seoul: Ch'angbi 2001
- 청동의 시간 감자의 시간 Zeit der Bronze, Zeit der Kartoffel. Seoul: Munhak-kwa chisŏngsa 2005
- 빌어먹을, 차가운 심장 Kaltes Herz. Seoul: Munhakdongne 2011
- 박하 Minze. Seoul: Munhakdongne 2011
- 누구도 기억하지 않는 역에서 An einer Station, die sich niemand erinnert. Seoul: Munhak-kwa chisŏngsa 2016
- 나는 발굴지에 있었다 Ich war auf der Ausgrabungsstätte. Seoul: Nanada 2018
- 모래도시 Sandstadt. Seoul: Munhakdongne 2018
- 가기 전에 쓰는 글들 Schriften, bevor ich gehe. Seoul: Nanda 2019
- 오늘의 착각 Heutige Täuschung. Seoul: Nanda 2020

### Deutsch
- Studien zur Region Lagaš. Von der Ubaid- bis zur altbabylonischen Zeit (Dissertation). Ugarit-Verlag, Münster 2008, ISBN 978-3-86835-003-6
- Obwohl meine Seele alt ist (koreanisch-deutsche Ausgabe). Biblion 2006, ISBN 978-3-932331-70-1

### Andere Sprachen
- (engl.:) Poems by Huh Sukyung, Korean Poet Series. Translated by Young Shil Ji, Daniel T. Parker, Asia Publishers 2017, ISBN 979-1-15662-336-6
- (franz.:) 15° vent de nord-ouest. Traduit de Kim Hyun-ja, Editions Bruno Doucey, Paris 2019, ISBN 978-2-36229-235-4